# Kecamatan Kertek (distrikt i Indonesien, lat -7,36, long 109,98)
Kecamatan Kertek är ett distrikt i Indonesien.   Det ligger i provinsen Jawa Tengah, i den västra delen av landet, 400 km öster om huvudstaden Jakarta.